# Liste des joueuses d'Angers Basket 49
Cette page présente la liste par saison des joueuses du club de l'Union féminine Angers Basket 49 

## Saison 2022-2023
- Entraîneur : Aurélie Bonnan
- Assistant : Maxime Cesbron
- Préparateur physique :

| Numéro | Nom                       | Date de naissance | Taille (m) | Poste               | Nationalité        |
| ------ | ------------------------- | ----------------- | ---------- | ------------------- | ------------------ |
| 1      | Alexis Peterson           | 20 juin 1995      | 1,70       | meneuse             | États-Unis         |
| 2      | Adaora Elonu              | 28 avril 1990     | 1,86       | ailière             | États-Unis Nigeria |
| 3      | Ivana Jakubcova (sk)      | 20 août 1994      | 1,97       | ailière forte-pivot | Slovaquie          |
| 4      | Axelle Merceron *         | 25 avril 2003     | 1,89       | arrière             | France             |
| 6      | Cindy Perdriau *          | 1er octobre 2004  | 1,97       | pivot               | France             |
| 7      | Nabala Fofana             | 20 janvier 2000   | 1,92       | ailière forte       | France             |
| 8      | Amandine Bry *            | -                 | 1,83       | meneuse             | France             |
| 9      | Isis Arrondo              | 8 mars 1989       | 1,66       | meneuse             | France             |
| 10     | Jasmine Bailey            | 14 février 1990   | 1,76       | arrière             | États-Unis         |
| 12     | Jodie Cornélie-Sigmundova | 20 avril 1993     | 1,93       | pivot               | France             |
| 13     | Margot Ounounou *         | 1er avril 2005    | 1,85       | ailière             | France             |
| 18     | Kekelly Elenga            | 18 avril 1991     | 1,86       | ailière forte       | France             |
| 32     | Leila Lacan               | 2 juin 2004       | 1,80       | meneuse-arrière     | France             |
| -      | Eva Picault *             | 16 avril 2003     | 1,80       | arrière             | France             |
| -      | Jovana Pasic              | 12 mai 1992       | 1,86       | ailière             | Monténégro         |

Le contrat de travail de Jovana Pasic bloqué pour raisons administratives, la Nigériane Adaora Elonu est engagée début décembre.

## Saison 2021-2022
- Entraîneur : David Gautier
- Assistant : Maxime Cesbron
- Préparateur physique :

| Numéro | Nom                       | Date de naissance | Taille (m) | Poste               | Nationalité |
| ------ | ------------------------- | ----------------- | ---------- | ------------------- | ----------- |
| 1      | Alexis Peterson           | 20 juin 1995      | 1,70       | meneuse             | États-Unis  |
|        | Breanna Richardson        | 4 août 1995       | 1,85       | ailière             | États-Unis  |
| 3      | Jade Gaillard *           | 28 juillet 2002   | 1,75       | meneuse-arrière     | France      |
| 6      | Flora Heyman *            | 16 décembre 2002  | 1,75       | arrière-ailière     | France      |
| 7      | Nabala Fofana             | 20 janvier 2000   | 1,92       | ailière forte       | France      |
| 8      | Jasmine Bailey            | 14 février 1990   | 1,76       | arrière             | États-Unis  |
| 9      | Isis Arrondo              | 8 mars 1989       | 1,66       | meneuse             | France      |
| 10     | Adèle Dréano-Trécant      | 30 octobre 1999   | 1,82       | ailière             | France      |
| 12     | Jodie Cornélie-Sigmundova | 20 avril 1993     | 1,93       | pivot               | France      |
| 16     | Iva Slonjšak              | 16 avril 1997     | 1,83       | ailière             | Croatie     |
| 18     | Kekelly Elenga            | 18 avril 1991     | 1,86       | ailière forte-pivot | France      |
| 22     | Oderah Chidom             | 9 juillet 1995    | 1,93       | pivot               | Nigeria     |
| 24     | Touty Gandega             | 20 juin 1991      | 1,70       | arrière/meneuse     | France Mali |

Fin octobre 2021, Touty Gandega quitte le club d'Angers pour rejoindre le CSP Nantes-Rezé en Ligue 2. En janvier 2022, Breanna Richardson remplace l'intérieure Nabala Fofana, blessée.

## Saison 2020-2021
- Entraîneur : David Gautier
- Assistant : Maxime Cesbron
- Préparateur physique : Édouard Bredoux

| Numéro | Nom                    | Date de naissance | Taille (m) | Poste               | Nationalité |
| ------ | ---------------------- | ----------------- | ---------- | ------------------- | ----------- |
| 1      | Kankou Coulibaly *     | 14 janvier 1999   | 1,87       | ailière forte-pivot | Mali        |
| 3      | Jade Gaillard *        | 28 juillet 2002   | 1,75       | meneuse-arrière     | France      |
| 7      | Kelly Corre            | 9 mars 1991       | 1,80       | ailière             | France      |
| 9      | Isis Arrondo           | 8 mars 1989       | 1,66       | meneuse             | France      |
| 10     | Adèle Dréano-Trécant * | 30 octobre 1999   | 1,82       | arrière-ailière     | France      |
| 12     | Sarah Ousfar           | 28 juillet 1993   | 1,83       | ailière forte       | France      |
| 18     | Flora Heyman           | 16 décembre 2002  | 1,75       | arrière-ailière     | France      |
| 19     | Rose Leguiset          | 30 janvier 2001   | 1,76       | meneuse-arrière     | France      |
| 21     | Laura Laillier *       | 1er août 2001     | 1,84       | arrière forte-pivot | France      |
| 24     | Touty Gandega          | 20 juin 1991      | 1,70       | arrière             | France      |
| 54     | Nikki Greene (en)      | 6 septembre 1990  | 1,93       | pivot               | États-Unis  |

## Saison 2019-2020
- Entraîneur : David Gautier
- Assistant : Maxime Cesbron
- Préparateur physique : Kévin Mahot

| Numéro | Nom                    | Date de naissance | Taille (m) | Poste           | Nationalité |
| ------ | ---------------------- | ----------------- | ---------- | --------------- | ----------- |
| 0      | Anna Ngo Ndjock *      | 14 janvier 1999   | 1,78       | arrière-ailière | France      |
| 4      | Claire Parisi *        | 30 avril 1999     | 1,69       | meneuse         | France      |
| 7      | Kelly Corre            | 9 mars 1991       | 1,80       | ailière         | France      |
| 9      | Isis Arrondo           | 8 mars 1989       | 1,66       | meneuse         | France      |
| 10     | Adèle Dréano-Trécant * | 30 octobre 1999   | 1,82       | arrière-ailière | France      |
| 12     | Sarah Ousfar           | 28 juillet 1993   | 1,83       | ailière forte   | France      |
| 23     | Tiffany Clarke         | 5 février 1991    | 1,84       | ailière forte   | Jamaïque    |
| 24     | Touty Gandega          | 20 juin 1991      | 1,70       | arrière         | France      |
| 34     | Hereata Richmond *     | 20 mai 2002       | 1,91       | pivot           | France      |
| 54     | Nikki Greene (en)      | 6 septembre 1990  | 1,93       | pivot           | États-Unis  |

## Saison 2018-2019
- Entraîneur : David Gautier
- Assistant : Frédéric Cosset
- Préparateur physique : Kévin Mahot

| Numéro | Nom                    | Date de naissance | Taille (m) | Poste         | Nationalité |
| ------ | ---------------------- | ----------------- | ---------- | ------------- | ----------- |
| 0      | Anna Ngo Ndjock *      | 14 janvier 1999   | 1,78       | arrière       | France      |
| 2      | Stephany Skrba         | 13 avril 1987     | 1,88       | ailière forte | Serbie      |
| 5      | Maëlys Martinet *      | 3 octobre 1999    | 1,87       | ailière forte | France      |
| 7      | Shenita Landry         | 5 juin 1987       | 1,90       | ailière forte | États-Unis  |
| 9      | Isis Arrondo           | 8 mars 1989       | 1,66       | meneuse       | France      |
| 10     | Adèle Dréano-Trécant * | 30 octobre 1999   | 1,82       | arrière       | France      |
| 13     | Joanne Lauvergne       | 29 mars 1996      | 1,90       | pivot         | France      |
| 15     | Lorraine Lokoka        | 29 octobre 1989   | 1,84       | ailière       | France      |
| 24     | Touty Gandega          | 20 juin 1991      | 1,70       | meneuse       | France      |
| 72     | Élise Prod'homme       | 26 mars 1989      | 1,80       | ailière       | France      |

## Saison 2017-2018
- Entraîneur : David Gautier
- Assistant : Frédéric Cosset
- Préparateur physique : Kévin Mahot

| Numéro | Nom                    | Date de naissance | Taille (m) | Poste         | Nationalité |
| ------ | ---------------------- | ----------------- | ---------- | ------------- | ----------- |
| 1      | Caroline Germond       | 16 mai 2000       | 1,69       | meneuse       | France      |
| 5      | Maëlys Martinet *      | 3 octobre 1999    | 1,87       | ailière forte | France      |
| 9      | Clarince Djaldi-Tabdi  | 6 décembre 1995   | 1,84       | ailière forte | France      |
| 10     | Adèle Dreano-Trecant * | 30 octobre 1999   | 1,82       | arrière       | France      |
| 15     | Lorraine Lokoka        | 29 octobre 1989   | 1,84       | ailière       | France      |
| 16     | Soana Lucet            | 10 mars 1987      | 1,85       | Ailière       | France      |
| 42     | Kaylon Williams        | 9 octobre 1992    | 1,89       | pivot         | États-Unis  |
| 53     | Camille Aubert         | 8 avril 1989      | 1,71       | meneuse       | France      |
| 72     | Élise Prod'homme       | 26 mars 1989      | 1,80       | ailière       | France      |
| 89     | Isis Arrondo           | 8 mars 1989       | 1,66       | meneuse       | France      |

Finaliste des play-offs de Ligue 2, le club manque de peu son retour en LFB.

## Saison 2016-2017
- Entraîneur : David Girandière (jusqu'au 5 décembre) puis David Gautier[5]
- Entraîneur adjoint : John Delay

| Numéro | Nom                   | Date de naissance | Taille (m) | Poste         | Nationalité |
| ------ | --------------------- | ----------------- | ---------- | ------------- | ----------- |
| 4      | Romane Bernies        | 27 juin 1993      | 1,70       | meneuse       | France      |
| 5      | Marie-Ève Paget       | 28 novembre 1994  | 1,70       | meneuse       | France      |
| 6      | Shaqwedia Wallace     | 29 juin 1989      | 1,75       | arrière       | États-Unis  |
| 9      | Clarince Djaldi-Tabdi | 6 décembre 1995   | 1,84       | ailière forte | France      |
| 10     | Lizanne Murphy        | 15 mars 1984      | 1,85       | ailière       | Canada      |
| 12     | Amélie Pochet         | 22 février 1984   | 1,80       | ailière       | France      |
| 13     | Marie Mané            | 12 décembre 1995  | 1,83       | arrière       | France      |
|        | Matea Vrdoljak        | 19 novembre 1985  | 1,83       | arrière       | Croatie     |
| 14     | Iva Slišković         | 4 septembre 1984  | 1,90       | pivot         | Croatie     |
| 15     | Angélina Turmel       | 21 novembre 1996  | 1,96       | pivot         | France      |

À la suite de la blessure de Marie Mané, Matea Vrdoljak arrive sur Angers mi-novembre en tant que pigiste.
Avant-dernier du classement, Angers perd début décembre face à la lanterne rouge Tarbes, ce qui précipite l'éviction de l'entraîneur David Girandière au club depuis 2009 et qui est remplacé par l'ancien joueur de Cholet David Gautier.
En barrage de relégation, Lyon s'impose 68 à 66 lors de la dernière journée face à Angers, qui précipite les Angevins en Ligue 2.

## Saison 2015-2016
- Entraîneur : David Girandière
- Entraîneur adjoint : John Delay
- Préparateur physique : Timothée Feutry

| Numéro | Nom                     | Date de naissance | Taille (m) | Poste         | Nationalité         |
| ------ | ----------------------- | ----------------- | ---------- | ------------- | ------------------- |
| 4      | Romane Bernies          | 27 juin 1993      | 1,70       | meneuse       | France              |
| 5      | Marie-Ève Paget         | 28 novembre 1994  | 1,70       | meneuse       | France              |
| 8      | Sofie Hendrickx         | 18 mai 1986       | 1,87       | ailière forte | Belgique            |
| 9      | Elisabeth Egnell        | 19 novembre 1987  | 1,86       | ailière forte | Suède               |
| 10     | Lizanne Murphy          | 15 mars 1984      | 1,85       | ailière       | Canada              |
| 11     | Élise Prod'homme        | 26 mars 1989      | 1,80       | ailière       | France              |
| 12     | Amélie Pochet           | 22 février 1984   | 1,80       | ailière       | France              |
| 13     | Marie Mané              | 12 décembre 1995  | 1,83       | arrière       | France              |
| 15     | Angélina Turmel         | 21 novembre 1996  | 1,96       | pivot         | France              |
| 21     | Sofija Aleksandravicius | 13 juillet 1991   | 1,96       | pivot         | États-Unis Lituanie |

Départs confirmés : Camille Aubert (Villeneuve-d'Ascq), Jessica Clémençon (COB Calais), Aurélie Favre (Roche Vendée Basket Club) et Romana Hejdová (à la suite de la relégation financière en LF2 de Tarbes Gespe Bigorre, elle jouera finalement dans l'équipe repêchée de Saint-Amand Hainaut Basket), Coralie Calvados (La Garnache).
Pour sa première rencontre européenne face à Namur, Angers l'emporte 88 à 84 après prolongation après un début de match désastreux avec des Belges insolentes d'adresse à trois points (8/12 à la pause, 12/21 à la fin de la rencontre) avec Sarah Deneil (15 points à 5/7 à trois points, 6 rebonds), Astou Traoré (21 points, 9 rebonds) et Inga Orekhova (25 points à 6/8 à trois points) très percutantes. C'est la belge de l'UFAB Sofie Hendrickx qui sonne la révolte (18 points, 7 rebonds, 3 interceptions, 2 contres) qui réveille les locales portées par 2 500 supporters.

## Saison 2014-2015
- Entraîneur : David Girandière
- Entraîneur adjoint : John Delay

| Numéro | Nom               | Date de naissance | Taille (m) | Poste           | Nationalité        |
| ------ | ----------------- | ----------------- | ---------- | --------------- | ------------------ |
| 4      | Coralie Calvados  | 9 mai 1995        | 1,75       | arrière-ailière | France             |
| 5      | Camille Aubert    | 8 avril 1989      | 1,70       | meneuse         | France             |
| 6      | Romana Hejdová    | 9 mai 1988        | 1,84       | arrière-ailière | République tchèque |
| 8      | Jessica Clémençon | 23 mai 1989       | 1,88       | ailière forte   | France             |
| 9      | Aurélie Favre     | 29 octobre 1991   | 1,75       | arrière         | France             |
| 10     | Lizanne Murphy    | 15 mars 1984      | 1,85       | ailière         | Canada             |
| 11     | Élise Prod'homme  | 26 mars 1989      | 1,80       | ailière         | France             |
| 12     | Amélie Pochet     | 22 février 1984   | 1,80       | ailière         | France             |
| 14     | Rebecca Tobin     | 21 avril 1988     | 1,95       | pivot           | États-Unis         |
| 15     | Angélina Turmel   | 21 novembre 1996  | 1,96       | pivot           | France             |

Le club finit à la cinquième place de la saison régulière, ce qui permet à l'équipe de participer au Challenge Round (défaite face à Nantes au premier tour). L'entraîneur David Girandière est satisfait de cette seconde saison dans l'élite : « Cela veut surtout dire que l’on progresse et valide le bon travail fait par les filles depuis début septembre donc c’est très positif par rapport à cette 5e place ».

## Saison 2013-2014
- Entraîneur : David Girandière
- Entraîneur adjoint : John Delay

| Numéro | Nom                  | Date de naissance | Taille (m) | Poste           | Nationalité        |
| ------ | -------------------- | ----------------- | ---------- | --------------- | ------------------ |
| 4      | Johanna Cortinovis   | 1er novembre 1986 | 1,90       | ailière forte   | France             |
| 5      | Camille Aubert       | 8 avril 1989      | 1,70       | meneuse         | France             |
| 6      | Romana Hejdová       | 9 mai 1988        | 1,84       | arrière-ailière | République tchèque |
| 7      | Mélodie de Sousa     | 20 avril 1993     | 1,69       | arrière         | France             |
| 9      | Aurélie Favre        | 29 octobre 1991   | 1,75       | arrière         | France             |
| 10     | Lizanne Murphy       | 15 mars 1984      | 1,85       | ailière         | Canada             |
| 11     | Élise Prod'homme     | 26 mars 1989      | 1,80       | ailière         | France             |
| 12     | Carine Brossais      | 3 janvier 1989    | 1,85       | ailière         | France             |
| 13     | Soana Lucet          | 10 mars 1987      | 1,85       | ailière         | France             |
| 13     | Natalie Van Den Adel | 25 octobre 1990   | 1,85       | arrière-ailière | Pays-Bas           |
| 15     | Iva Slišković        | 4 septembre 1984  | 1,90       | pivot           | Croatie            |

Le club finit à la dixième place de la saison régulière.

## Saison 2012-2013
Effectif lors de la saison 2012-2013,
- Entraîneur :  David Girandière
- Assistant : John Delay

| Nom                | Âge              | Taille | Poste      | Nationalité |
| Camille Aubert     | 8 avril 1989     | 1,71 m | meneuse    | France      |
| Julie Barennes     | 9 février 1986   | 1,82 m | intérieure | France      |
| Aurélie Besson     | 12 juillet 1990  | 1,69 m | arrière    | France      |
| Jessica Bradley    | 1988             | 1,90 m | intérieure | États-Unis  |
| Carine Brossais    | 3 janvier 1989   | 1,83 m | ailière    | France      |
| Johanna Cortinovis | 4 novembre 1986  | 1,90 m | intérieure | France      |
| Mélodie De Sousa   | 20 avril 1993    | 1,69 m | meneuse    | France      |
| Aurélie Favre      | 29 octobre 1991  | 1,75 m | menseuse   | France      |
| Sophie Le Marrec   | 6 septembre 1991 | 1,84 m | intérieure | France      |
| Carole Leclair     | 1989             | 1,85 m | intérieure | France      |
| Élise Prod'homme   | 26 mars 1989     | 1,80 m | ailière    | France      |